# トニー・ガルニエ

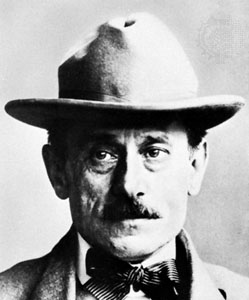
トニー・ガルニエ

トニー・ガルニエ（Tony Garnier, 1869年8月13日 - 1948年1月19日）は、フランスの都市計画家・建築家。生まれ故郷のリヨンを中心に活動。近代的都市計画理論「工業都市」を提示したことで知られる。

## 人物
1869年生まれ。両親は絹織物の職人で、意匠図案担当の父ピエール、絹織布地製作を手掛ける母アンヌの子として、フランス第2の都市リヨン市の絹織物地区として有名なクロワルゥス(w:Croix Rousse）地区で生まれる。
14歳で職業訓練学校ラ・マルティニエールに入学して絵画の才能を発揮しはじめ、3年後に建築の道に進もうとリヨン美術学校に入学。
1889年、20歳でパリのエコール・デ・ボザールを受験、翌年入学を果たす。エコール・デ・ボザールには年齢制限の10年間在籍し、この間にアカデミー会主催のコンペは多数受賞している。時代背景の影響か、彼の建築思想はかなり社会主義的な方向へ向かう。
1899年、30歳のとき国立銀行の課題設計で念願のローマ賞を獲得。ローマヴィラ・メディチの給付生として、イタリア・ローマ留学の権利を得る。これまで5回挑戦していた。こうして、ローマで5年間過ごすが、当時のイタリアでは未来派が既に台頭していて、ボザールが求めていた課題を行わず、もっぱら近代建築と「工業都市」の構想を練る。つまりローマ給付生時代に工業都市の原型を生みだすことになる。この構想は1901年から4年にかけてボザールに送りつけ、パリで発表され騒動になる。コンクリート構造の諸施設が並んだ今日の近代的都市計画に影響を及ぼしたプランを最初に評価したのはル・コルビュジェで、1907年にはガルニエのもとを訪れ、またエスプリ・ヌーボー誌などでも紹介、フランスにおいて何百年にわたる建築の集大成の結果、と評した。その傍ら、1902年ごろには何万という円柱をもつドゥスコロの街再建計画コンペティションで一等を獲得している。
1904年に帰国すると故郷のリヨンに戻り、リヨン市長の援助の下建築設計事務所を開設。リヨンで多くの建築作品を残す。また、その間リヨンの美術学校でも教鞭をとる。1909年から1913年にかけて、家畜市場屠殺場アバトワール・ド・ラ・ムージュやテート・ドール公園の畜舎をもつ酪農場、グランジェグランジュ病院など、次々と作品を生み出す。1906年には母校エコール・デ・ボザールの教授に就任し、アトリエも開設。学生からも人気があり尊敬されるほかにアトリエからは幾人もの都市計画資格取得者を輩出し、また5人ものローマ大賞受賞者を輩出した。

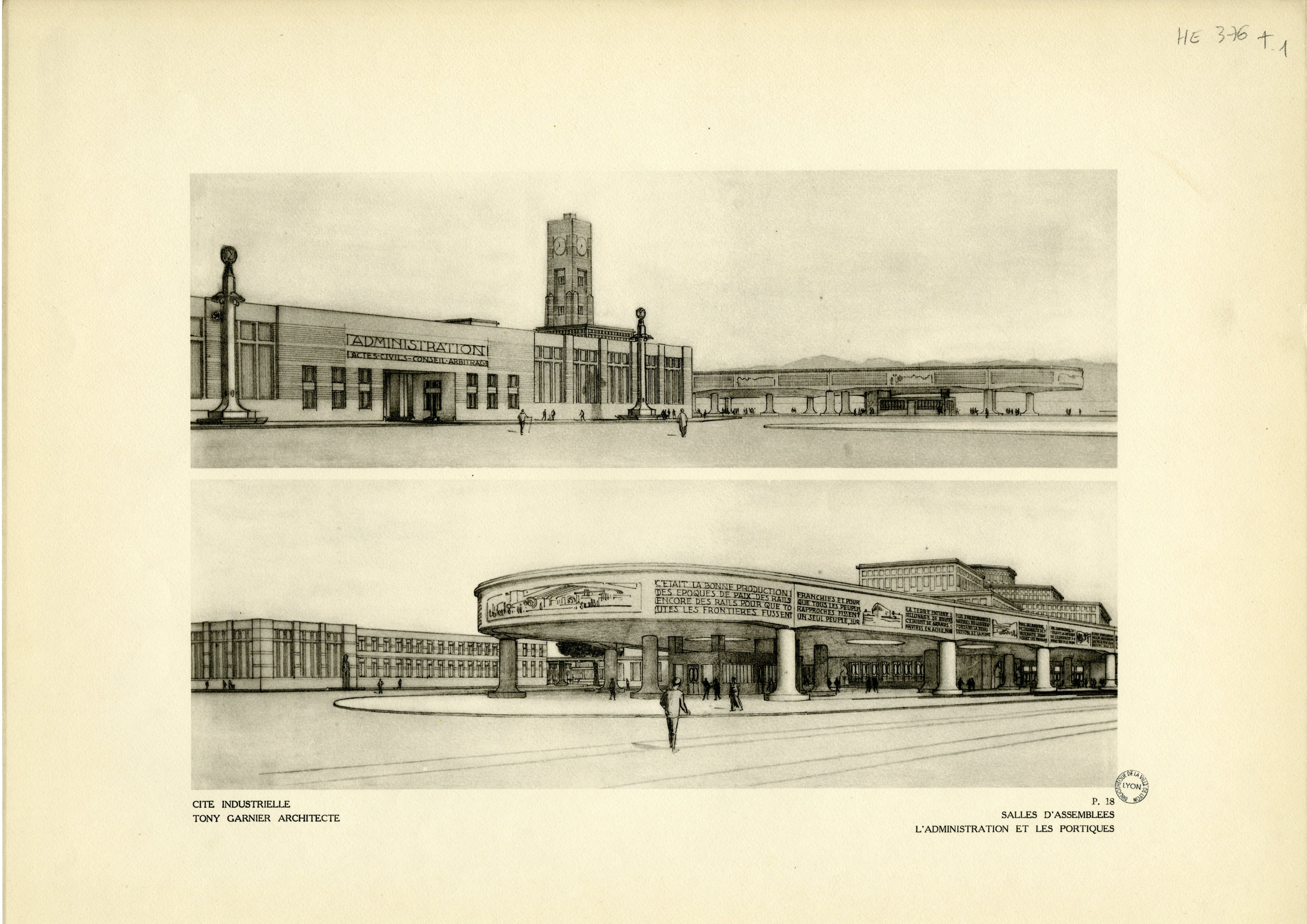
『工業都市』でのスケッチ

1917年、48歳のとき著書「Une cité industrielle （工業都市）,etude pour la construction villes」を出版する。本に描かれた「工業都市」は敷地は架空の場所を想定し、人口は35000人と設定、人々が働く場所である工場と生活する場所である住居や生活施設からなる都市は、彩色された鳥瞰図やドローイング、パースペクティブな建築物も描かれ非常に美しく仕上げられている。都市間を結ぶ高速道路やインターチェンジで交差する幹線道路さらに鉄道からなる交通インフラストラクチャーのサーキュレーションシステム、沿岸に設けられた港湾施設、これらが都市構造として分離配置された都市機能をささえるという近代都市が備える全ての施設と空間を構成要素として、それぞれの機能と環境を考慮して配置し、これからの都市像を提起している。
1919年にはリヨン市大事業Les grands travaux de la ville de Lyonを発表し出版する。1920年、当時のリヨン市長で社会主義者のエドゥアール・エリオからDes Etats-Unis（レ・ゼタジュニ）地区の土地開発を依頼され、現実の「工業都市」を手掛けることになる。レ・ゼタジュニの都市計画は1934年に完成した。
1938年ごろ病に倒れ、10年間ほど病床に着く。1948年永眠。

## その他作品等
- 機能主義の先駆者のように扱われるガルニエであるが、自身が実際手がけた建築作品は、スタッドも屠殺場も病院もみなボザール特有の対象形配列で設計し、モニュメンタルな作品と化している。
- ガルニエの作品はほとんどが出生地リヨンに存在するが、1931年から1934年にかけて、パリ西に隣接するブーローニュ・ビアンクール市の市庁舎をJ・ドゥバ＝ポンサン、ジャン・プルーヴェらと協働して設計した。
- ボザール時代は、合理主義の建築論を展開するジュリアン・ガデに影響を受けたと後年語っていることが知られている。
- 故郷リヨンで多くの建築物の設計を手がけているガルニエだが、工業都市以外にも1998 FIFAワールドカップでサッカー日本代表が闘ったスタジアム「スタッド・ジェルラン」や、リヨン市営屠殺場（1909年から1913年）、エドゥアール・エリオ病院（1915年から1930年）、織物工場（1930年）、モンセックス電話センター（1923年）など、建築作品も多く残したことが知られている。
- 工業都市に描かれている細かい施設はエミール・ゾラの物語を依拠していることを記している。実際に社会主義者のための集会場から、労働組合の事務所まで計画されている。